# Štefan Hamran
Štefan Hamran (* 16. června 1975 Komárno) je slovenský policista a politik, v letech 2022 až 2023 prezident Policejního sboru (v letech 2021 až 2022 zastupující prezident). 

## Život
Narodil se v červnu 1975 v Komárně. V roce 1993 absolvoval ve městě Střední průmyslovou školu strojírenskou. V roce 1999 se stal členem slovenského Policejního sboru, přičemž v letech 1999 až 2001 působil jako inspektor na obvodním oddělením v Komárně. V letech 2000 až 2001 studoval na Střední odborné škole policejní v Pezinku a v letech 2001 až 2005 absolvoval studium na Akademii Policejního sboru v Bratislavě. 
V letech 2005 až 2008 působil jako zmocněnec pro státní hranici s Maďarskem a Polskem při cizinecké policii, v letech 2008 až 2009 byl pak referentem Jednotky zvláštních zahraničních činností. Hamran v této době působil na zastupitelském úřadě Slovenska v Bagdádu v Iráku, kde poskytoval ochranu místnímu diplomatickému personálu. V letech 2009 až 2010 Jednotku zvláštních zahraničních činností sám vedl. V letech 2011 až 2021 působil jako ředitel Útvaru osobitného určenia Prezídia Policajného zboru, během svého působení v této funkci byl zvolen předsedou mezinárodní organizace ATLAS. 

### Policejní prezident
V září 2021 byl jmenován zastupujícím prezidentem Policejního sboru poté, co ve funkci skončil dosavadní prezident Peter Kovařík. Tehdejší ministr vnitra Roman Mikulec jej s účinností od 1. dubna v březnu 2022 jmenoval do funkce prezidenta policejního sboru. Krátce po parlamentních volbách v roce 2023 Hamran uvedl, že v případě nástupu čtvrté vlády Roberta Fica ze své funkce odstoupí. Rozhodl se tak učinit k 29. říjnu 2023. Sám Robert Fico přitom pouhý den po volbách avizoval, že bude usilovat o odvolání Hamrana a také Daniela Lipšice ze svých funkcí.
Nový ministr Matúš Šutaj Eštok (HLAS-SD) Hamrana z funkce odvolal dne 26. října 2023, tři dny před Hamranovým avizovaným odchodem z funkce. Hamran byl poté přeřazen na okresní ředitelství policie v Popradě. Hamrana ve funkci policejního prezidenta vystřídal Rastislav Polakovič.

### Politické působení
Na konci roku 2023 Hamran uvedl, že vážně zvažuje svůj vstup do politiky. V březnu 2024 oznámil, že bude za stranu Demokrati kandidovat v evropských volbách v roce 2024 za Jaroslavem Naděm na 2. místě její kandidátní listiny na funkci europoslance. Strana však získala jen 4,68 % hlasů a tedy žádný mandát. V březnu 2025 vstoupil do strany Sloboda a Solidarita.